# Sofia Molin (skådespelare)
Sofia Molin, född 1983, är en finländsk skådespelare och teaterlärare.
Molin innehar magisterexamen i teaterkonst från Sankt Petersburgs statliga teaterakademi]år 2011 inom film- och dramateaterskådespeleri. Hon är också scenkonstpedagog med examen från Åbo konstakademi.
Molin har arbetat som skådespelare, regissör och manusförfattare i professionella arbetsgrupper inom det fria scenkonstfältet på finska och svenska. Åren 2014–2023 ingick hon i ensemblen för den multikonstnärliga kärngruppen i den då tvåspråkiga Grus Grus Teater, där hon verkade som skådespelare, regissör, mentor och konstnärlig producent.
Molin har arbetat aktivt med tillämpad konst, bland annat som läskoordinator och konstpedagog i skolor, förskolor och bibliotek, där hon kombinerat bildkonst, teater och berättarkonst.